# Сейл-Сіті (Джорджія)
Сейл-Сіті (англ. Sale City) — місто (англ. town) в США, в окрузі Мітчелл штату Джорджія. Населення — 354 особи (2020).

## Географія
Сейл-Сіті розташований за координатами 31°15′47″ пн. ш. 84°1′15″ зх. д. / 31.26306° пн. ш. 84.02083° зх. д. (31.262925, -84.020816).  За даними Бюро перепису населення США в 2010 році місто мало площу 4,75 км², з яких 4,75 км² — суходіл та 0,00 км² — водойми.

## Демографія
Згідно з переписом 2010 року, у місті мешкало 380 осіб у 149 домогосподарствах у складі 98 родин. Густота населення становила 80 осіб/км².  Було 161 помешкання (34/км²).
Расовий склад населення:
| - 73,9 % — білих - 15,0 % — чорних або афроамериканців - 1,3 % — азіатів - 0,5 % — корінних американців - 7,6 % — осіб інших рас |

До двох чи більше рас належало 1,6 %. Частка іспаномовних становила 10,5 % від усіх жителів.
За віковим діапазоном населення розподілялося таким чином: 27,9 % — особи молодші 18 років, 56,6 % — особи у віці 18—64 років, 15,5 % — особи у віці 65 років та старші. Медіана віку мешканця становила 34,8 року. На 100 осіб жіночої статі у місті припадало 105,4 чоловіків;  на 100 жінок у віці від 18 років та старших — 97,1 чоловіків також старших 18 років.
Середній дохід на одне домашнє господарство  становив 41 698 доларів США (медіана — 36 250), а середній дохід на одну сім'ю — 45 773 долари (медіана — 44 500). Медіана доходів становила 36 364 долари для чоловіків та 31 000 доларів для жінок. За межею бідності перебувало 30,7 % осіб, у тому числі 43,4 % дітей у віці до 18 років та 9,1 % осіб у віці 65 років та старших.
Цивільне працевлаштоване населення становило 154 особи. Основні галузі зайнятості: виробництво — 25,3 %, освіта, охорона здоров'я та соціальна допомога — 14,9 %, публічна адміністрація — 12,3 %, роздрібна торгівля — 11,7 %.